# Helge Kjekshus
Helge Kjekshus, född 18 augusti 1968 i Toronto, Kanada, är en norsk pianist och pianopedagog.

## Biografi
Helge Kjekshus föddes 18 augusti 1968 i Toronto, Kanada. Han tog examen vid Norges Musikhögskola 1990 och fortsatte sina studier för professor Jiri Hlinka vid Griegakademiet – Institutt for musikk. Kjekshus studerade sedan för Boris Berman vid Yale University. Han arbetar sedan 2009 som lektor i piano på Musikhögskolan i Piteå, Luleå tekniska universitet.

### Konsertverksamhet
Kjekshus har spelat bland annat spelat tillsammans Sankt Petersburg State Symphony Orchestra, Santa Fe Symphony, Berner Symphonieorchester, Santa Fe Symphony Orchestra, Sjællands Symfoniorkester samt symfoniorkestrar i Skandinavien. Han har även medverkat på flera kammarmusikfestivaler runt om i världen.

## Priser och utmärkelser
- 1982 - Ungdomens Pianomästerskap.[3]
- 1983 - Sparre Olsen-konkurransen.[3]
- 1986 - Robert Riefling-priset.[3]
- 1989 - Ungdomssymfoniker-priset.[3]
- 1990 - Levin-priset.[3]
- 1998 - Griegpriset.[3]

## Diskografi
- 1997 - Grieg Violin Sonatas Nos. 1-3, Naxos. Tillsammans med Henning Kraggerud, violin.[1]
- 2003 - Plagge... in circles.
- 2012 - Johan Halvorsen chamber music.
- 2013 - Dreamlike. Tillsammans med Erik Westbergs Vokalensemble och Erik Westberg.
- 2014 - Grieg violin sonatas. Tillsammans med Christian Svarfvar, violin.
- 2015 - Hjalmar Borgström complete works för violin and piano. Tillsammans med Jonas Båtstrand, violin.
- 2017 - Irgens-Jensen, Halvorsen, Sinding. Tillsammans med Jonas Båtstrand, violin.[4]
- 2017 - Nordiska romanser. Tillsammans med Pia-Karin Helsing, sopran.[5]